# Fé na Festa ao Vivo
Fé na Festa: Ao Vivo é o 58.º álbum e o oitavo DVD ao vivo do cantor e compositor baiano Gilberto Gil, lançado em 9 de dezembro de 2010, no Brasil. O projeto foi gravado no Retiro dos Artistas, em Jacarepaguá, Rio de Janeiro.

## Faixas
| N.º | Título                                                     | Compositor(es)                                                      | Duração |  |
| 1.  | "Fé na Festa"                                              | Gilberto Gil                                                        | 4:18    |  |
| 2.  | "Dança da Moda"                                            | Luiz Gonzaga, Zé Dantas                                             | 3:24    |  |
| 3.  | "Assim, Sim"                                               | Gilberto Gil                                                        | 5:31    |  |
| 4.  | "Oiá Eu Aqui de Novo"                                      | Antônio Barros                                                      | 3:20    |  |
| 5.  | "Respeita Januário/O Xote das Meninas/Eu Só Quero Um Xodó" | Dominguinhos, Luiz Gonzaga, Humberto Teixeira, Anastácia, Zé Dantas | 10:23   |  |
| 6.  | "Lamento Sertanejo (Forró do Dominguinhos)"                | Gilberto Gil, Dominguinhos                                          | 5:45    |  |
| 7.  | "Um Riacho, Um caminho"                                    | Gilberto Gil, Dominguinhos                                          | 3:46    |  |
| 8.  | "Juazeiro"                                                 | Luiz Gonzaga, Humberto Teixeira                                     | 4:00    |  |
| 9.  | "Estrela Azul do Céu"                                      | Gilberto Gil                                                        | 3:43    |  |
| 10. | "Aprendi com o Rei"                                        | João Silva                                                          | 3:26    |  |
| 11. | "O Livre-Atirador e a Pegadora"                            | Gilberto Gil                                                        | 3:43    |  |
| 12. | "Qui Nem Jiló/Expresso 2222"                               | Gilberto Gil, Luiz Gonzaga, Humberto Teixeira                       | 5:19    |  |
| 13. | "O Casamento da Raposa"                                    | Gérson Filho                                                        | 7:00    |  |
| 14. | "Olha Pro Céu"                                             | Luiz Gonzaga, José Fernandes                                        | 3:38    |  |
| 15. | "Esperando na Janela"                                      | Targino Gondim, Manuca Almeida, Raimundo do Acordeon                | 3:59    |  |

| Faixas do disco digital de vídeo (DVD) |                                                            |                                                                     |         |  |
| N.º                                    | Título                                                     | Compositor(es)                                                      | Duração |  |
| 1.                                     | "Fé na Festa"                                              | Gilberto Gil                                                        |         |  |
| 2.                                     | "Dança da Moda"                                            | Luiz Gonzaga, Zé Dantas                                             |         |  |
| 3.                                     | "Assim, Sim"                                               | Gilberto Gil                                                        |         |  |
| 4.                                     | "Estrela Azul do Céu"                                      | Gilberto Gil                                                        |         |  |
| 5.                                     | "Oiá Eu Aqui de Novo"                                      | Antonio Barros                                                      |         |  |
| 6.                                     | "Baião da Penha"                                           | David Nasser, Guio de Moraes                                        |         |  |
| 7.                                     | "Qui Nem Jiló/Expresso 2222"                               | Humberto Teixeira, Luiz Gonzaga/Gilberto Gil                        |         |  |
| 8.                                     | "Respeita Januário/O Xote das Meninas/Eu Só Quero Um Xodó" | Dominguinhos, Luiz Gonzaga, Humberto Teixeira, Anastácia, Zé Dantas |         |  |
| 9.                                     | "Lamento Sertanejo (Forró do Dominguinhos)"                | Gilberto Gil, Dominguinhos                                          |         |  |
| 10.                                    | "Um Riacho, Um caminho"                                    | Gilberto Gil, Dominguinhos                                          |         |  |
| 11.                                    | "Juazeiro"                                                 | Luiz Gonzaga, Humberto Teixeira                                     |         |  |
| 12.                                    | "Baião/De Onde Veio o Baião"                               | Gilberto Gil, Humberto Teixeira, Luiz Gonzaga                       |         |  |
| 13.                                    | "Aprendi com o Rei"                                        | João Silva                                                          |         |  |
| 14.                                    | "O Livre-Atirador e a Pegadora"                            | Gilberto Gil                                                        |         |  |
| 15.                                    | "O Casamento da Raposa"                                    | Gérson Filho                                                        |         |  |
| 16.                                    | "Olha Pro Céu"                                             | Luiz Gonzaga, José Fernandes                                        |         |  |
| 17.                                    | "Madalena"                                                 | Isidoro                                                             |         |  |
| 18.                                    | "Asa Branca"                                               | Humberto Teixeira, Luiz Gonzaga                                     |         |  |
| 19.                                    | "Maria Minha"                                              | Gilberto Gil                                                        |         |  |
| 20.                                    | "Esperando na Janela"                                      | Targino Gondim, Manuca Almeida, Raimundinho do Acordeon             |         |  |